# 野村政明

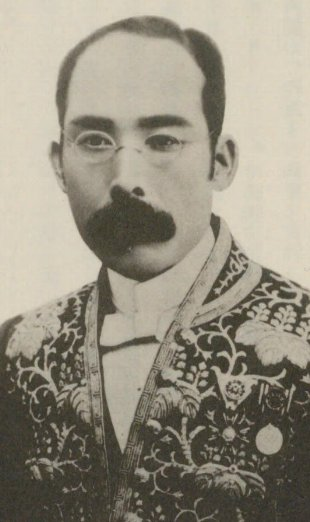
野村政明

野村 政明（のむら まさあき、1854年4月20日〈嘉永7年3月23日〉 - 1902年〈明治35年〉10月2日）は、日本の内務官僚、政治家。県知事。旧名、市来七之助。正式名は市来政明。

## 経歴
薩摩藩士の子として鹿児島郡上瀧尾町で生まれる。開成所で英書を、藩儒者から漢籍を学んだ。
1875年に上京し、芝の近藤塾（攻玉塾）、さらに明治11年に慶應義塾に入学して藤田茂吉などと共に英学などを学んだ。西郷隆盛と西南戦争に従軍して生還。野村忍助と共に再度、慶應義塾に入り、福澤諭吉の推薦で元吉秀三郎を紹介され、新聞事業の準備にあたった。
1882年、鹿児島新聞社社長に就任。以後、鹿児島県会議員、鹿児島県地方衛生委員などを歴任。1887年1月、愛媛県書記官に任官。以後、内務省参事官、宮城県書記官、鹿児島県書記官などを歴任。
1894年9月、鳥取県知事に就任。前年の水害の復旧事業、伝染病の救護事業を推進した。1896年4月、拓殖務省南部局長に転じ、さらに台湾事務局長を務めた。1898年10月、和歌山県知事となる。以後、岐阜県知事、宮城県知事、石川県知事を歴任。
1902年5月、愛知県知事に就任したが、持病の悪化のため、同年9月に石川県粟津温泉で療養したが、同年10月、赤痢のため金沢病院で死去。

## 栄典
- 1899年（明治32年）12月20日 - 従四位[1]
- 1900年（明治33年）6月30日 - 勲三等瑞宝章[2]